# 芦野屋麻績一
芦野屋 麻績一（あしのや おみいち、享和3年（1803年） - 安政2年10月2日（1855年11月11日））は、江戸時代後期の国学者、鍼医。東洋堂と号した。「あしのや」は阿斯能舎、阿斯能谷、阿斯能夜、阿斯廼夜、蘆野屋とも書く。

## 人物
享和3年（1803年）、江戸において武家の子として生まれる。幼いころ、徐々に視力が悪化し失明して盲人となり、のち天保8年（1837年）には検校の地位を得た。幼時、瞽師が紫衣を身にまとうのを見た麻績一が、その美しさに自分も瞽師になりたいと心の内で願い、果たして失明したとの逸話がある。
国学者の岸本由豆流（別名・朝田弓絃）や、塙保己一の側近であった雨富龍謙一（雨富流謙一）に師事して国学を学び、国学者として知られたほか、鍼の名手としても知られた。さらに、海防書『野芹』を著わして幕府に献じた他、多数の著書があった。古典、中でも『源氏物語』に通じていたといい、和歌も良くしたという。
安政2年（1855年）10月2日、患家に向かう途中、折から江戸を襲った安政の大地震のため圧死。芝の天徳寺の塔頭栄閑院に葬られた。戒名は広道院正誉慈門大居士。

## 関連文献
- 長沼友兄「盲人国学者・阿斯能夜麻績一について」温故叢誌54号61-70頁（温故学会,2000-11）